# Ruspoli
Ruspoli er navnet på en gammel adelig italiensk familie.. Familiens oprindelse kan føres tilbage til Ruspolierne af Firenze i det 13. århundrede og gennem, hvad familien hævder er direkte afstamning, nemlig fra Marius Scotus i det 8. århundrede og Marescottiserne af Bologna. I det 17. århundrede flyttede Ruspolierne til Rom, hvor den sidste efterkommer, Vittoria Ruspoli Marchioness af Cerveteri, giftede sig med Sforza Vicino Marescotti Greve af Vignanello, en efterkommer af Farneserne på både farens og morens side. En af Vittorias sønner tog Ruspoli-navnet og våbenskjold for at garantere husets fortsættelse.
I 1708 kæmpede Vittorias barnebarn, Francesco Ruspoli overhoved af Ruspoliregimentet, for at forsvare Vatikanstaten. I 1709 tvang han østrigerne til at trække sig tilbage og Pave Clemens 11. udnævnte Francesco til første Prins af Cerveteri.